# Hiroshi Yamauchi
Hiroshi Yamauchi (jap. 山内 溥 Yamauchi Hiroshi; ur. 7 listopada 1927 w Kioto, zm. 19 września 2013 tamże) – japoński biznesmen. Był trzecim dyrektorem Nintendo, przewodnicząc od 1949 roku do 31 maja 2002 roku, kiedy to zrzekł się tej funkcji.
Yamauchi przekształcił Nintendo z małej firmy tworzącej karty do hanafudy w Japonii w wartą miliardy dolarów firmę przemysłu gier komputerowych. Został zastąpiony na stanowisku dyrektora Nintendo przez Satoru Iwatę. Stał się głównym posiadaczem zespołu baseballowego Seattle Mariners w 1992 roku, który później sprzedał w 2004 roku Nintendo of America.
W kwietniu 2013 roku Forbes oszacował majątek netto Yamauchiego na 2,1 miliarda dolarów, co dało mu 13. pozycję na liście najbogatszych Japończyków i 831. na liście najbogatszych na świecie.
Yamauchi zmarł 19 września 2013 roku w szpitalu na skutek komplikacji po zapaleniu płuc.